# Kinthup

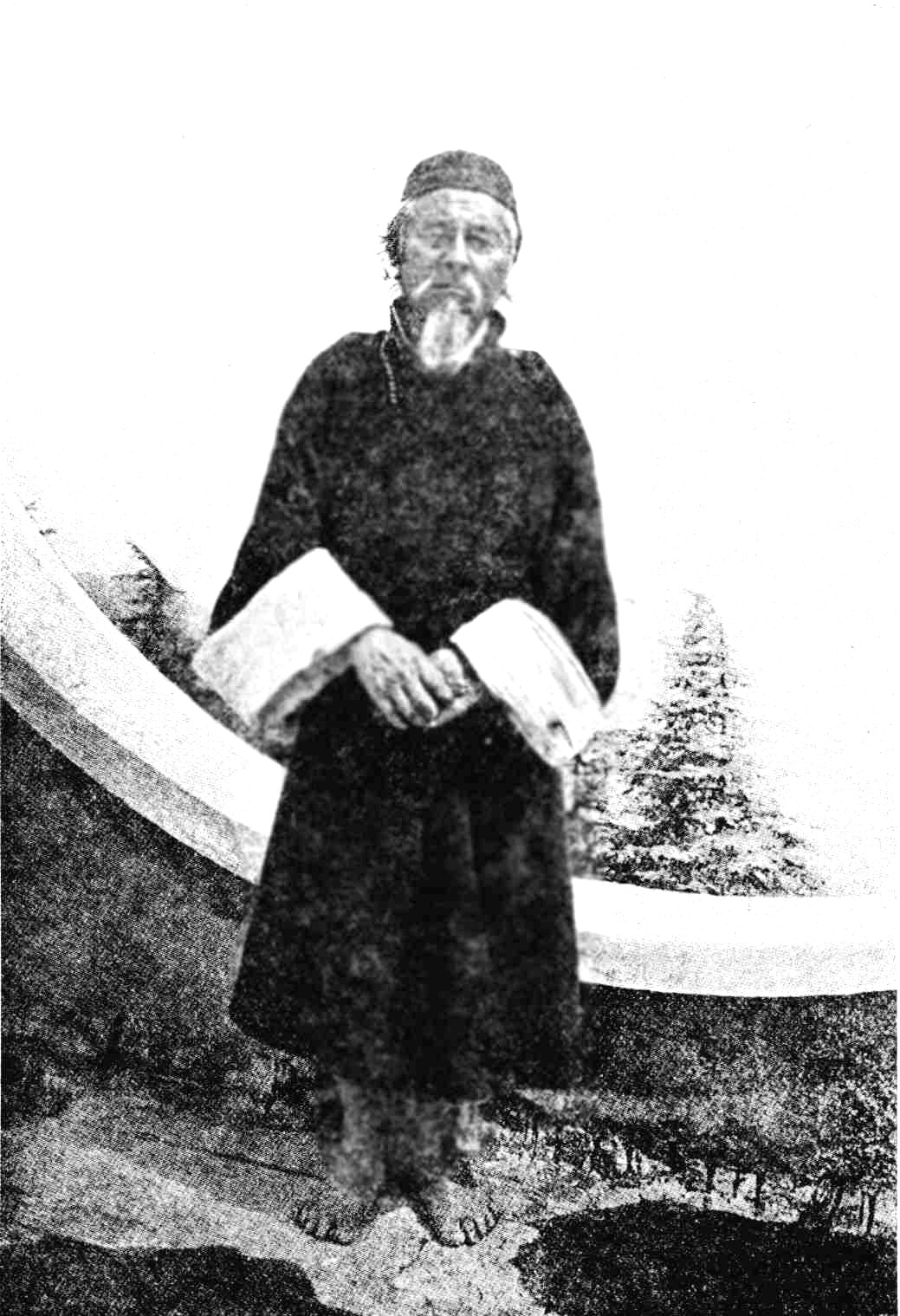
Kinthup

Kinthup byl významný pandita, který objevoval v 80. letech 19. století dosud neznámé či velmi málo známé kraje Tibetu pro potřeby Britského impéria.
V 80. letech 19. století, kdy bylo stále nevyřešenou záhadou, zda je tibetská řeka Cangpo skutečně Brahmaputra, Britové vyslali Kinthipu, sikkimského panditu, a čínského či mongolského lámu, aby tuto záhadu vyřešili. Společně se tedy vydali na tibetské území, přičemž Kinthup vystupoval v utajení jakožto sluha jeho druha – lámy. Láma se však za nedlouho začal chovat nepatřičně. Hýřil jejich společné peníze a vrcholem všeho bylo, když Kinthupa prodal do otroctví. Ten po několika měsících utekl a vydal se sám k toku řeky Cangpo. Po všemožných útrapách, kdy jej sužovala nepřízeň počasí i další několikaměsíční zajetí, se mu podařilo dosáhnout řeky Cangpo.
Kinthup se u ní na čas usadil a když pokácel na 500 stromů, tajně pronikl do Lhasy, kde poslal do Indie dopis, ve kterém oznamoval, že bude postupně házet do Cangpo kmeny stromů. Jestliže se za nějaký čas objeví v Brahmaputře, je Cangpo i Brahmaputra jedna a tatáž řeka. Když byl dopis odeslán, ve stanoveném čase Kinthup naházel do Cangpo všechny kmeny. Po dalších útrapách spojených s otroctvím a namáhavou cestou se Kinthup po celkem pěti letech v Tibetu dostal zpět do Indie, kde ho však čekalo velké zklamání. Jeho dopis poslaný ze Lhasy nedošel a jeho líčení cesty mu zpočátku nikdo nechtěl věřit. Až později se přišlo na to, že Cangpo a Brahmaputra jsou skutečně tytéž řeky, a že měl Kinthup pravdu.